# Turícka Magura
Turícka Magura (też Turanská Magura lub Turianska Magura, pol. Magura Turicka lub Magura Turycka; 1085 m n.p.m.) – szczyt w zachodniej części Gór Choczańskich na Słowacji.

## Położenie
Magura Turicka znajduje się w grupie grupie Wielkiego Chocza – najwyższego szczytu Gór Choczańskich. Wznosi się w grzbiecie, wybiegającym w kierunku południowo-wschodnim od szczytu Małego Chocza i jest oddzielona od niego szerokim siodłem przełęczy Žimerová. Po stronie południowo-wschodniej kolejna przełęcz oddziela ją od niewiele niższego szczytu zwanego Smrekov (1024 m n.p.m.). Od strony zachodniej masyw Magury Turickiej ogranicza dolina potoku Turík, zaś od północy dolina Jastrabá. Szczyt Magury Turickiej dominuje od północnego zachodu nad wsią Turík, od której wziął on swoją nazwę.

## Geologia i morfologia
Masyw Magury Turickiej zbudowany jest z margli z okresu dolnej kredy, a także z jurajskich i triasowych wapieni, w których wytworzyło się kilka niewielkich jaskiń. Stoki masywu są generalnie strome, na południu i północy rozczłonkowane kilkoma głębszymi dolinkami. Kopulasta wierzchowina szczytowa jest wyraźnie spłaszczona.

## Turystyka
Na szczyt Magury Turickiej nie prowadzi żaden znakowany szlak turystyczny. Z tego powodu, pomimo łatwej dostępności (zwłaszcza od znaków  czerwonych z przełęczy Žimerová) jest on rzadko odwiedzany. Szczyt jest prawie w całości zalesiony, jednak z kilku mniejszych polan roztaczają się interesujące widoki na skaliste urwiska Małego i Wielkiego Chocza.